# 31716 Matoonder
31716 Matoonder este un asteroid din centura principală de asteroizi.

## Descriere
31716 Matoonder este un asteroid din centura principală de asteroizi. A fost descoperit pe 10 mai 1999 la Socorro, New Mexico, în cadrul proiectului LINEAR. Asteroidul prezintă o orbită caracterizată de o semiaxă mare de 3,03 ua, o excentricitate de 0,15 și o înclinație de 3,5° în raport cu ecliptica.